# Један дан власти, или лажни Станислав (опера)
Један дан власти или Лажни Станислав (итал. Un giorno di regno ossia Il finto Stanislao), опера, melodramma giocoso у два чина Ђузепеа Вердија

## Либрето
Феличе Романи (Felice Romani) (прерадио Темистокле Солера (Temistocle Solera)) према драми Лажни Станислав (Le faux Stanislas) Александра-Винесента Пино-Дувала (Alexandre-Vincent Pineux-Duval).

## Праизведба
- 5. септембар 1840, Милано у

## Ликови и улоге
Витез Белфјоре (cavaliere di Belfiore), издаје се за Станислава, краља Пољске - баритон

Барон Келбар (Baron di Kelbar) - бас buffo 

Маркиза Пођо (Marchessa del Poggio), млада удовица, рођака Барона, у коју је заљубљен Белфјоре - сопран

Едоардо Санивал (Edoardo di Sanival), млади официр - тенор

Ђулијета Келбар (Giulietta di Kelbar), Баронова ћерка у коју је заљубљен Едоардо - мецосопран

Сињор Рока (Signor la Rocca), државни ризничар Бретање, Едоардов ујак - бас buffo 

Гроф Ивреа (Conte Ivrea), командир Бреста - тенор

Делмонте (Delmonte), пратилац краља Станислава - бас
дворјани и дворске даме, баронови вазали (хор)

## Место и време
Околина Бреста и замак Келбар у Бретањи у првој половини 18. века.

## Познате музичке нумере
- (маркизина арија из I чина)
- (Едоардова арија из II чина)